# Coppa del Mondo di pallacanestro 3x3 2025
La Coppa del Mondo di pallacanestro 3x3 2025 (ufficialmente, in inglese, 2025 FIBA 3x3 World Cup) è stata la nona edizione della competizione internazionale co-organizzata dalla FIBA. Si è tenuta dal 23 al 29 giugno 2025 a Ulaanbaatar, in Mongolia.

## Risultati
| Evento           | Oro         | Argento  | Bronzo |
| Torneo maschile  | Spagna      | Svizzera | Serbia |
| Torneo femminile | Paesi Bassi | Mongolia | Canada |

## Medagliere
| Posiz. | Nazione     | Oro | Argento | Bronzo | Totale |
| ------ | ----------- | --- | ------- | ------ | ------ |
| 1      | Paesi Bassi | 1   | 0       | 0      | 1      |
| 1      | Spagna      | 1   | 0       | 0      | 1      |
| 3      | Svizzera    | 0   | 1       | 0      | 1      |
| 3      | Mongolia    | 0   | 1       | 0      | 1      |
| 5      | Canada      | 0   | 0       | 1      | 1      |
| 5      | Serbia      | 0   | 0       | 1      | 1      |
| Totale | Totale      | 2   | 2       | 2      | 6      |